# Nasu (Tochigi)
Nasu (jap. 那須町 Nasu-machi) – miasto w Japonii, na wyspie Honsiu, w prefekturze Tochigi. Według danych na rok 2020 miejscowość zamieszkiwało 23 956 mieszkańców , a gęstość zaludnienia wyniosła 64,3 os./km².